# Juan Campisteguy
Juan Campisteguy Oxcoby (ur. 7 września 1859 w Montevideo, zm. 4 września 1937 tamże) – urugwajski polityk, prawnik i wojskowy, minister skarbu (1897–1899) i spraw wewnętrznych (1903–1904), współpracownik Joségo Ordoneza, przewodniczący Zgromadzenia Konstytucyjnego (1916 i 1933). Prezydent kraju od 1927 do 1931.